# Urbà VI
Urbà VI (Nàpols, 1318 - Roma, 15 d'octubre de 1389) va ser papa de l'Església Catòlica entre el 1378 i el 1389. Nascut com Bartolomeo de Prignano, va emigrar amb la seva família a Avinyó el 1338. En 1364 va ser consagrat Arquebisbe d'Acerenza (Nàpols) i en 1377 va passar a Bari. Administrador de Gregori XI, el papa que va traslladar novament la seu papal d'Avinyó a Roma, a la mort d'aquest va ser escollit Papa el 1378 en un dels conclaves més curts i conflictius de la història (3 dies). Les profecies de Sant Malaquies es refereixen a aquest papa com De inferno prægnante (Prenyat de l'infern), citació, que fa referència al seu cognom i al fet que el seu lloc de naixement va ser un barri de Nàpols anomenat Infern.

## L'elecció
El conclave es va iniciar, el 7 d'abril de 1378, amb la presència de només 16 cardenals dels 22 que formaven el col·legi cardenalici, ja que no es va esperar l'arribada dels cardenals que es trobaven a Avinyó. Els cardenals se'n trobaven dividits en tres faccions cada una amb el seu propi candidat a succeir Gregori: dues franceses (lemosins i galicans) que sumaven deu cardenals, i una italiana que comptava amb quatre quatre membres. Els dos cardenals restants, l'aragonès Pere de Luna i el francès Robert de Ginebra podien considerar-se neutrals.
Però l'element que veritablement influiria en l'elecció papal va ser el poble romà, qui temorós que si l'elecció requeia en un cardenal francès, la seu papal retornaria a la ciutat francesa d'Avinyó, es concentra en l'entrada del conclave amb crits de "romà el volemo" (el volem romà) i "al manc italiano" (almenys italià). Influïts per les manifestacions a la Plaça de Sant Pere, els cardenals arriben a l'acord d'elegir papa al napolità Bartolomeo Prignano de Bar que en no ser cardenal no es trobava participant en el conclave pel que va ser reclamada la seva presència, mantenint-se la seva elecció en secret, ja que era precís el seu consentiment.
Quan el cardenal Orsini intenta dirigir-se al populatxo cridant-li: "Aneu a Sant Pere", és malinterpretat i la multitud creu que l'elegit ha estat el cardenal de Sant Pere, l'ancià Tebaldeschi. Un altre cardenal intenta solucionar l'error cridant al seu torn: "Bari, Bari" indicant amb això que l'elegit és l'arquebisbe de l'esmentada ciutat italiana. Però la multitud creu que el que s'ha anunciat és que l'elegit ha estat el cardenal francès Jean de Bar el que provoca l'assalt de la Ciutat del Vaticà i que els cardenals tement per la seva seguretat personal presentin a Tebaldechi com a nou pontífex.
Gràcies a aquesta estratagema els cardenals van poder abandonar el conclave, però en córrer-se per Roma la veu que tot és un engany, el poble al crit de " non li volemo! " i "morin els cardenals", impedeix que aquests abandonin la ciutat.
La situació es normalitza quan Prignano arriba al conclave, accepta el nomenament i aclarint el malentès és entronitzat Papa amb el nom d'Urbà VI amb l'entusiasme del poble.

## El pontificat
Tots els cardenals, inclosos els francesos d'Avinyó, van ser favorables a les seves primeres mesures de reforma en la cúria. Tanmateix, tot seguit comença a mostrar-se capritxós, altiu, desconfiat i colèric en les seves relacions amb els cardenals que l'havien alçat per sobre de si mateixos, retraient-los en públic, el seu absentisme, luxe i vida lasciva. També es va crear enemics en entremetre's en la política de Nàpols en declarar que el regne estava mal governat perquè el regia una dona, Joana, a qui va amenaçar de deposar-la i posar-la en un convent per no haver pagat els tributs que Nàpols devia a la Santa Seu per ser feu pontifici.
Climent havia d'expulsar Urbà de Roma, i comptava amb la possessió del Castell de Sant Angelo, on una notable guarnició gascona resistia i atacava el Vaticà, i el seu nebot Louis de Montjoie va aixecar una exèrcit per dirigir-se a Roma en el seu suport a canvi d'un regne amb part dels territoris dels Estats Pontificis, però fou derrotat en la batalla de Marino el 30 d'abril de 1379 i hagué de fugir primer a Nàpols i després a Avinyó. Robert conseqüentment va fixar la seva seu a Avinyó, com a Climent VII, i va cedir la major part dels Estats Pontificis a Lluís II d'Anjou.
El dia 20 de setembre del 1379, amb l'esperança que Urbà abdiqués, els cardenals que en el seu dia havien elegit Urbà VI, inclosos els romans llevat del mort Tebaldeschi, es reuneixen a Fondi, al territori de Nàpols, procedeixen a realitzar una nova elecció, amb el suport de Carles V de França, en la persona del cardenal Robert de Ginebra que va adoptar el nom de Climent VII, iniciant el Cisma d'Occident que duraria fins al 1417.
Alemanya, Flandes i Itàlia, a excepció de Nàpols, van considerar legítim Urbà VI, mentre que la resta d'Europa va donar el seu suport a l'antipapa Climent VII. Dos Papes, dos col·legis cardenalicis. L'opinió eclesial actual considera com Papa electe conforme a dret Urbà VI.
Els esdeveniments es van precipitar. Va nomenar una vintena de cardenals, va deposar Joana de Nàpols per la seva oposició, nomenant Carles de Durazzo, que també va perdre els favors papals. El 30 d'octubre del 1383, el Papa és fet presoner per Durazzo durant un viatge pel sud d'Itàlia. Va tractar de governar l'església des del seu arrest i, a la seva tornada a Roma, va morir, segons algunes versions, enverinat.